# Tami Sagher
Tami Sagher é uma produtora de televisão norte-americana. Alguns de seus trabalhos mais notáveis incluem: 30 Rock, Psych e Mad TV. Ela recentemente se tornou uma escritora pessoal na sitcom da CBS, How I Met Your Mother.